# Xanh Phổ
Xanh Phổ hay xanh Prussia là một sắc tố xanh tối với công thức Fe7(CN)18. Những tên gọi khác cho xanh Phổ là xanh Berlin hoặc trong hội họa, xanh Paris. Xanh Turnbull có cùng một công thức hóa học nhưng làm từ thuốc thử khác nhau, và màu hơi khác do bắt nguồn từ những chất khác nhau.
Xanh Phổ là một trong những sắc tố được tổng hợp đầu tiên. Nó là chất keo phân tán, giống như các hợp chất của nó không hòa tan trong nước. Đây là loại keo nổi tiếng trong cách pha trộn phức tạp, do có nhiều ion trong hợp chất keo và nó rất nhạy (về màu sắc) với kích thước của những hạt keo. Màu này thường được sử dụng trong hội họa, và thường gọi là màu "xanh" trong cách sao chép bằng giấy than.
Trong y học, chất hóa học xanh Phổ được sử dụng để làm chất giải độc cho một số trường hợp nhiễm độc kim loại nặng, ví dụ cesium và thallium. Đặc biệt chất này đã được sử dụng để hấp thụ ion 137Cs+ ra khỏi các nạn nhân trong tai nạn Goiânia. Các nạn nhận bị nhiễm độc sẽ uống chất Xanh Phổ. Liệu pháp chữa trị dựa trên các ion Xanh Phổ có đặc tính trao đổi và ái lực cao đối với một số cation kim loại "mềm".